# Ligne de Longeray-Léaz au Bouveret
 (décembre 2014).
Si vous disposez d'ouvrages ou d'articles de référence ou si vous connaissez des sites web de qualité traitant du thème abordé ici, merci de compléter l'article en donnant les références utiles à sa vérifiabilité et en les liant à la section « Notes et références ».
La ligne de Longeray-Léaz au Bouveret est une ligne de chemin de fer française à voie normale qui s'embranche à Longeray-Léaz, à proximité de Bellegarde, sur la ligne de Lyon-Perrache à Genève (frontière). Elle dessert Saint-Julien-en-Genevois,  Annemasse, Thonon-les-Bains et Évian-les-Bains au sud du lac Léman avant de rejoindre Saint-Gingolph, terminus de la ligne suisse St-Gingolph–Bouveret–Monthey–St-Maurice en Valais. La section entre Évian-les-Bains et la frontière franco-suisse, actuellement non-exploitée, fait l'objet de projets de réouverture de longue date.
Elle constitue la ligne no 892 000 du réseau ferré national français.

## Histoire
Le royaume de Piémont-Sardaigne avait concédé une ligne « de jonction entre le canton de Genève et le chemin de fer du Valais, passant par Thonon, Évian, Saint-Gingolph » à la Compagnie du chemin de fer des lignes d'Italie par une loi le 12 juin 1857. À la suite du rattachement de la Savoie à la France en 1860, un décret signé le 30 mars 1864 annule cette concession.
La ligne entre « Thonon et Collonges » a été concédée à la Compagnie des chemins de fer de Paris à Lyon et à la Méditerranée par une convention entre le ministre secrétaire d'État au département de l'Agriculture, du Commerce et des Travaux publics et la compagnie signée le 1er mai 1863. Cette convention a été approuvée par un décret impérial le 11 juin 1863. 
La ligne entre Thonon et Saint-Gingolph est concédée à la Compagnie des chemins de fer de Paris à Lyon et à la Méditerranée par une convention signée entre le ministre de l'Agriculture, du Commerce et des Travaux publics et la compagnie le 18 juillet 1868. Cette convention est approuvée par un décret le 28 avril 1869.
Le raccordement entre les réseaux de chemins de fer français et suisse à Saint-Gingolph est réglé par une convention entre la France et la Suisse signée le 14 juin 1881. Cette convention prévoyait aussi la réalisation d'une ligne de Genève à la gare de Bossey-Veyrier qui n'a jamais été construite. Cette convention est approuvée en France par une loi le 11 juin 1882 et est promulguée par décret le 24 juin suivant.
La ligne reliant Longeray (hameau de la commune de Léaz dans l'Ain) à Évian-les-Bains (74) a été ouverte entre 1880 et 1882. Construite par le PLM, elle devient propriété de la SNCF en 1937 et enfin de RFF en 1997. Le trafic marchandises était déjà à l'origine consistant ; actuellement il repose essentiellement sur le transport des eaux d'Évian.
- Le 30 août 1880, ouverture de la ligne entre Longeray-Léaz et Thonon-les-Bains.
- Le 1er juin 1882, ouverture de la ligne  entre Thonon-les-Bains et Évian-les-Bains.
- 1er juin 1886 : mise en service de la ligne d'Évian-les-Bains à Saint-Gingolph, par le PLM.
- Le 15 mai 1938, la portion située entre Évian-les-Bains et Saint-Gingolph est fermée (décret de coordination) ; cependant, cette portion est rouverte durant la Deuxième Guerre mondiale, bien que la Suisse ait fermé totalement ses frontières durant cette période. Saint-Gingolph reste l'unique gare de transit durant la guerre.
- En 1972, dernière circulation de locomotive à vapeur de la série 141R en tête d'un train d'eaux minérales sur la ligne entre Évian-les-Bains et Bellegarde via Annemasse et le viaduc de Longeray. Les locomotives à vapeur 141R circulaient jusqu'en septembre 1972 généralement en double traction sur ces trains lourds.
- En 1971, mise en service de l'électrification de la ligne entre Longeray-Léaz et Annemasse, avec section de séparation 1,5/25 kV située juste après le viaduc de Longeray.
- En septembre 1972, dernier train assuré avec une locomotive à vapeur (141R du dépôt d'Annemasse) entre Évian-les-Bains et Bellegarde.
- En 1972, mise en service de l'électrification de la ligne entre Annemasse et Évian-les-Bains.
- Le 29 septembre 1996, création du train diurne quotidien n° 5604/5 Évian-les-Bains - Valence via Annecy, Chambéry et Grenoble (et retour).
- Le dernier voyage du train touristique transchablaisien Rive Bleue Express a eu lieu le 27 septembre 1998 entre Le Bouveret et Évian, en présence du président de la commune de Port-Valais et du maire d'Évian. Les voitures du train Transchablaisien finiront quelques années plus tard à la casse.
- Le 20 novembre 2006, mise en service des rames automotrices à deux niveaux de la série Z 23500 de la SNCF entre Genève-Eaux-Vives et Évian-les-Bains, par la Région Rhône-Alpes.
- Le 8 décembre 2007, dernier jour de circulation du train quotidien Évian-les-Bains - Valence via Annemasse, Annecy, Chambéry et Grenoble (et retour).
- Le 9 décembre 2007, mise en service de l'horaire cadencé sur entre Genève-Eaux-Vives et Évian-les-Bains, par la Région Rhône-Alpes.
- Le 25 août 2014, mise en service de la ré-électrification en 25 kV du premier kilomètre de la ligne (liée au chantier de ré-électrification en 25 kV de la ligne de Lyon-Perrache à Genève (frontière) entre Bellegarde et Genève).
- Le 15 décembre 2019, le Léman Express est mis en service entre Coppet et Evian-les-Bains.

## Infrastructure

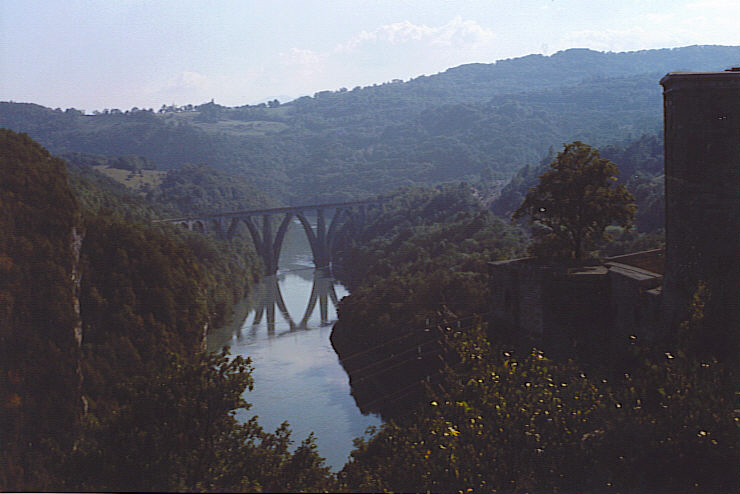
Vue sur le défilé de l'Écluse, prise du fort.

La ligne a son origine à la bifurcation de Genève peu avant la gare de Longeray-Léaz où elle se débranche de la ligne de Lyon-Perrache à Genève (frontière) juste après le tunnel du Crêt d'Eau (ou du Crédo).
Elle franchit le Rhône sur le viaduc de Longeray puis longe le Vuache et s'élève près de Chevrier qui autrefois était pourvu d'une halte.
La première gare de la ligne est Valleiry, ouverte au trafic voyageurs.
Après cinq kilomètres, on trouve Viry, fermée au trafic voyageurs depuis 1996. Cependant on y rencontre plusieurs I.T.E. (Installations Terminales Embranchées) pour le trafic marchandises, avec six voies pour le déchargement d'agrégats (deux voies pour les "Carrières de la Marmotte" et quatre voies pour la fabrication de l'enrobé de l'autoroute A 41 en construction, quatre voies dont une abritée pour l'entreprise Savoie Stockage Distribution où l'on décharge des palettes d'eau. Les cheminots traitent environ 100 wagons par jour.
On trouve ensuite un point dur, une courbe limitée à 80 km/h avec une rampe dans le sens Annemasse → Bellegarde.
La ligne arrive à une étape importante : Saint-Julien-en-Genevois, qui a perdu son trafic marchandises récemment (transféré à Viry). Mais tous les trains de voyageurs TER s'y arrêtent.
Il y a encore plusieurs points difficiles, « Le Pont de Combe » limité à 70 et 80 km/h, où se trouvait la gare d'Archamps-Collonges-sous-Salève, puis il y a l'ancienne halte du Bas de Collonges.
Après quelques courbes difficiles, la ligne arrive à Bossey - Veyrier. Comme Viry, elle est fermée au trafic voyageurs depuis 1996, mais on trouve le quai de chargement des ordures ménagères à destination d'Arlod près de Bellegarde-sur-Valserine dans l'Ain. 
La voie traverse l'autoroute A40 et longe le Salève. Il y a eu un glissement de terrain dans cette zone par le passé à l'origine d'un déraillement ; des filets détecteurs de rochers ont été posés pour éviter que ne se reproduise un tel accident.
Les rails de la ligne d'Aix-les-Bains-Le Revard à Annemasse se rapprochent de la ligne au niveau de l'ancienne halte d'Etrembières. Les deux lignes franchissent l'Arve et se côtoient jusqu'à Annemasse où la ligne de Genève-Cornavin à Annemasse (CEVA) les rejoint.
La gare d'Annemasse est l'étape la plus importante de la ligne : avec 6 voies à quai, elle voit passer un grand nombre de trains de voyageurs du fait des quatre directions possibles : Genève, Évian, Annecy, et Bellegarde.
Après Annemasse jusqu'à Bons-en-Chablais, la ligne est relativement rectiligne. On y trouve les gares de Saint-Cergues, fermée à tout trafic, et Machilly, ouverte aux voyageurs. Bons-en-Chablais est équivalente à Saint-Julien-en-Genevois. Une courbe limitée à 100 km/h précède la gare. La ligne passe à proximité des Voirons.
La gare suivante est Perrignier, équivalent à Valleiry question desserte voyageurs, mais on y trouve également une desserte marchandises. Puis il y a les vestiges de la gare d'Allinges - Mésinges qui a perdu sa voie d'évitement. On y trouve ensuite le viaduc de Marclaz qui s'étend sur environ 300 m. La ligne continue jusqu'à la gare de Thonon-les-Bains, desservie par les TGV périodiquement. Elle donne accès aux stations de sport d'hiver de Morzine, d'Avoriaz et de Châtel entre autres.
La ligne franchit le pont de la Dranse, puis 1 km plus loin à Publier, on trouve l'embranchement de la SAEME, qui charge des bouteilles d'eau d'Évian et les expédie en France et en Europe surtout grâce au rail. La dernière gare actuellement desservie est celle d'Évian-les-Bains qui a gardé sa marquise. La ligne continue vers Saint-Gingolph et la Suisse mais est fermée à tout trafic sur cette portion bien que des associations militent pour sa réouverture.

## Trafic
Au niveau du trafic, on y trouve : 
- des TER Auvergne-Rhône-Alpes des relations : (Lyon ↔) Bellegarde ↔ Annemasse ↔ Thonon-les-Bains ↔ Évian-les-Bains et (Lyon ↔) Bellegarde ↔ Annemasse ↔ La Roche sur Foron ↔ Saint Gervais les Bains-le-Fayet
- des Léman Express L1 de la relation Coppet ↔ Genève ↔ Annemasse ↔ Thonon-les-Bains ↔ Évian-les-Bains
- des TGV inOui : Paris ↔ Thonon-les-Bains ↔  Évian-les-Bains/Saint-Gervais-les-Bains-le-Fayet

Le trafic marchandises est assez consistant et repose surtout sur le transport de bouteilles d'eau d'Évian, chaque jour, quatre trains sont expédiés entre Publier et Ambérieu-en-Bugey. Il y a également des trains d'agrégats en provenance de la plaine de l'Ain, ils sont déchargés à Viry, Perrignier et  Sallanches. Enfin, les ordures ménagères du canton de Saint-Julien-en-Genevois sont chargées à Bossey et envoyées à Arlod près de Bellegarde-sur-Valserine. Autrefois, à Saint-Julien, des citernes d'hydrocarbures étaient déchargées ; ce trafic a disparu depuis la création du pipeline Vienne (38)-Genève. Il y avait également le déchargement d'automobiles neuves à Viry, et des wagons isolés étaient chargés et déchargés dans presque chaque gare.

## Projets

### Réouverture entre Évian et Saint-Gingolph
Après la vente du matériel roulant du train touristique « Rive-Bleue Express » qui a circulé de 1986 à 1998 entre Évian et Saint-Gingolph, les pouvoirs locaux français favorisent dans un premier temps la transformation de la ligne en piste cyclable, plutôt que d'œuvrer à sa réouverture. L'idée est pourtant vite abandonnée, notamment à cause des conventions internationales empêchant le déferrement de la ligne et de son coût estimé à 100 000 euros le kilomètre.
D'autres idées font alors leur apparition, comme la reconversion du tracé de la voie ferrée en voie verte et la construction d'une route en viaducs et tunnels au-dessus des villages de la rive sud du lac Léman, ce qui permettrait de dévier le trafic routier international. Mais ces propositions ne rencontrent pas un écho favorable auprès des autorités locales et nationales, et la réouverture de la ligne, qui a également ses partisans,, revient sur le devant de la scène.
Un projet de réouverture de la ligne entre Évian-les-Bains et Saint-Gingolph est envisagé par la Région Rhône-Alpes, organisatrice des transports ferroviaires, en partenariat avec les cantons suisses de Genève et du Valais, qui votent en février 2006 un crédit de 400 000 francs suisses pour le débroussaillage et le désherbage de la partie française abandonnée jusqu'en 2010 inclus, dans l'attente d'une décision. Le nettoyage de la ligne a commencé le 20 novembre 2006.
Le 16 décembre 2008, le conseil régional Rhône-Alpes adopte à l'unanimité de ses membres un vœu inscrivant la réouverture dans le Schéma Régional des Services de Transports.
Le 16 mars 2009, le président de la région Rhône-Alpes Jean-Jack Queyranne annonce le lancement prochain d'une étude préliminaire permettant une réouverture touristique dès 2011, en attendant le trafic voyageur régional en 2013, voire 2015. Cette annonce reste sans suites concrètes.
Le 22 avril 2009 est présenté à Saint-Gingolph le cahier des charges de l'étude préliminaire, financée par la région Rhône-Alpes et le Syndicat intercommunal d'aménagement du Chablais, regroupant les 62 communes du Chablais français, pour la France, et par l'Organisme intercantonal de développement du Chablais, regroupant les cantons de Vaud et du Valais, pour la Suisse.
Les résultats de cette étude préliminaire sont présentées à Évian-les-Bains le 18 juillet 2011. Le coût de réhabilitation de la ligne s'élève à 106 millions d'euros (124 millions d'euros avec marges et aléas). Le scénario retenu est le prolongement des services ferroviaires valaisans, consortium réunissant les CFF et le groupe TMR (Transports de Martigny et région). Les trains faisant actuellement du cabotage dans la vallée du Rhône (ou plaine du Rhône) entre Brigue ou Martigny et ayant pour terminus Saint-Gingolph seraient prolongés jusqu'à Évian-les-Bains, ainsi qu'à Genève via Annemasse grâce à la réalisation du raccordement Genève Cornavin - Eaux-Vives - Annemasse (CEVA). De ce fait, le tronçon d'Évian à Saint-Gingolph serait électrifié en 15 kV 16 Hz 2/3 et équipé en signalisation suisse. Les trains effectuant le terminus à Évian-les-Bains seraient uniquement mono-tension, alors que ceux continuant sur Genève via Annemasse et le CEVA seraient bi-fréquence et compatibles avec les signalisations suisse et française.
Le 20 février 2020 (3 mois après l'ouverture du CEVA), un comité de pilotage, composé des représentants suisses et français, se réunit pour redonner vie aux 17 kilomètres de voie manquants de la ligne du Tonkin afin de prolonger le Léman Express. Il prévoit des études jusqu'en 2022, le début des travaux vers 2024 et l'ouverture de la ligne en 2027.

### Amélioration de la ligne dite "du Pied du Salève" entre Bellegarde et Annemasse
La Commission des Transports Ferroviaires du Forum d'Agglomération du Grand-Genève évoque la ligne du Pied du Salève dans son rapport daté du 1er juin 2021. Elle évoque l'importance de la ligne à différentes échelles : au sein de la Haute-Savoie, au sein du Grand-Genève (échanges transfrontaliers), grandes distances et fret avec la plateforme de Viry. Cette même commission émet l'idée de l'inclusion de cette portion de ligne dans le Léman-Express. Il est également stipulé que des anciennes gares, aujourd'hui fermées au public, devront être réouvertes, comme les gares de Viry, Archamps - Collonges-sous-Salève ou Bossey - Veyrier, et la fréquence des trains renforcée.

## Matériel roulant

### Voyageurs

#### Matériel utilisé aujourd'hui sur la ligne

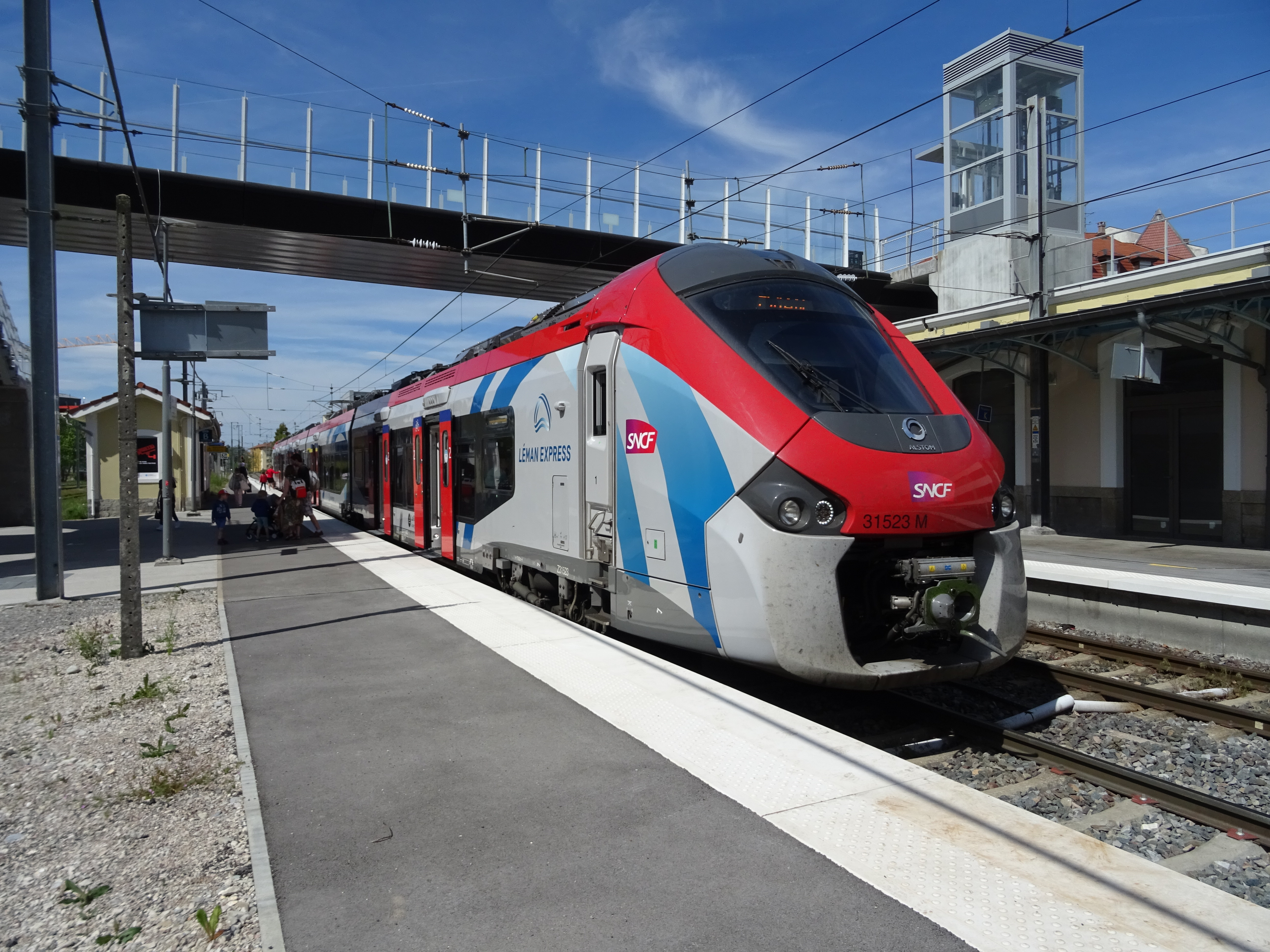
Z 31500 en livrée LEX

- Z 31500 du technicentre d'Annemasse, ce pour les TER, comme pour les Léman Express.
- Z 27500 du dépôt de Vénissieux pour les TER hivernaux Lyon <> Saint-Gervais-les-Bains-le-FayetZ 31500 en livrée AURA

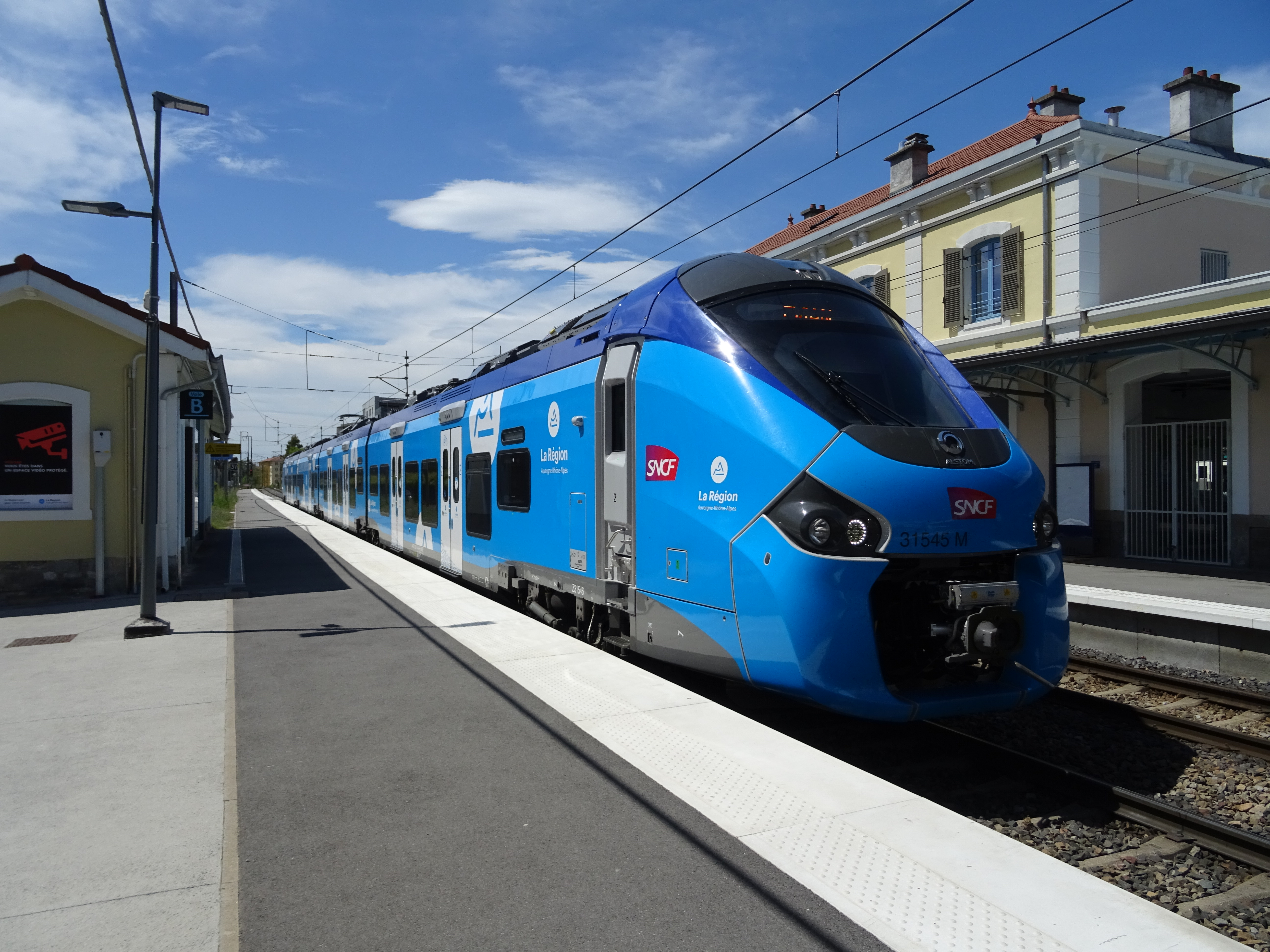
Z 31500 en livrée AURA

#### Matériel utilisé autrefois
- Z2 du dépôt de Vénissieux ;
- Z 23500 du dépôt de Vénissieux ;
- Z 24500 du dépôt de Vénissieux ;
- TGV Sud-Est de Villeneuve ;
- TGV Duplex de Villeneuve et Gerland.

### Fret
- Fret SNCF : BB 26000 du dépôt d'Avignon ;
- ECR : Class 66.